# Jenny-Marie Muck
Jenny-Marie Muck (* 10. Mai 1979 in München) ist eine deutsche Schauspielerin und Kinderdarstellerin.

## Leben
1985 war Muck Stipendiatin der Heinz-Bosl-Stiftung für klassischen Tanz. Sie begann ihre Fernsehkarriere 1985 als Kinderdarstellerin in diversen Produktionen des BR. Ab 1992 spielte sie in der Fernsehserie Vera Wesskamp mit Maren Kroymann in der Titelrolle, in der sie in 19 der 20 Episoden Kroymanns Tochter Simone Wesskamp  darstellte. Im darauf folgenden Jahr spielte sie in drei Folgen der Seifenoper Marienhof die Julia. Zwischen 1997 und 2000 war sie in 29 Episoden der Jugendserie Die Schule am See als Antonia Haucke zu sehen. Bis Mitte der 2000er Jahre trat sie in Gastrollen in verschiedenen deutschen Serienproduktionen wie Die Rettungsflieger, Hallo Robbie! und Großstadtrevier auf; 2007 hatte sie eine wiederkehrende Gastrolle in Alles außer Sex. 2014 produzierte sie ihren ersten eigenen Spielfilm Im Nesseltal mit einem Budget von 5000 Euro. Weiterhin spielte sie häufiger Fernsehrollen. Seit 2020 ist sie Mitglied der Actors4business. 2021 übernahm sie die Agentur Matthies für Schauspiel in Berlin als Agentin und Manager für nationale und internationale Künstler, auch im Bereich Musik, Drehbuch, Synchron und Regie.
Ihre Tochter Cosima-Lucia trat 2011 als Kinderdarstellerin in mehreren Folgen von Marienhof auf.

## Filmografie (Auswahl)
- 1992–1993: Vera Wesskamp (Fernsehserie, 21 Folgen)
- 1993: Marienhof (Fernsehserie, 3 Folgen)
- 1996: Dr. Stefan Frank – Der Arzt, dem die Frauen vertrauen (Fernsehserie, Folge Denn sie weiß nicht, was sie tut)
- 1997–2000: Die Schule am See (Fernsehserie, 21 Folgen)
- 1999: Die Männer vom K3 (Fernsehserie)
- 2000: Adelheid und ihre Mörder (Fernsehserie)
- 2000: Dr. Sommerfeld – Neues vom Bülowbogen (Fernsehserie)
- 2001: Die Rettungsflieger (Fernsehserie)
- 2001: Für alle Fälle Stefanie (Fernsehserie)
- 2003: Hallo Robbie! (Fernsehserie)
- 2003: Großstadtrevier (Fernsehserie)
- 2003: Stubbe – Von Fall zu Fall (Fernsehreihe)
- 2005: Tatort – Schneetreiben (Fernsehreihe)
- 2006: Kurhotel Alpenglück
- 2007: Alles außer Sex (Fernsehserie, 4 Folgen)
- 2010: Garmischer Bergspitzen (Fernsehfilm)
- 2011–2015: Die Rosenheim-Cops (Fernsehserie, 2 Folgen)
- 2013: Heiter bis tödlich: Hubert und Staller (Fernsehserie)
- 2013: SOKO Stuttgart (Fernsehserie)
- 2016: Im Nesseltal
- 2016: München Mord – Wo bist Du, Feigling?
- 2022: Zurück aufs Eis
- 2024: In aller Freundschaft – Die jungen Ärzte (Fernsehserie)